# 認識臺灣

《認識臺灣》歷史篇封面

《認識臺灣》是由中華民國國立編譯館所編撰的一套國民中學教科書，分為《社會篇》、《歷史篇》、《地理篇》共三本，於1997年（民國86年）9月1日開始於台澎金馬各國民中學實施教學。在一般的語境下，《認識臺灣》單指《歷史篇》——因其牽涉臺灣歷史（包括明鄭、清、日治時期）的評價與認同，遠較其他兩篇複雜。
九年一貫課程實施後，臺灣歷史、臺灣地理內容改為編於七年級（國中一年級）的社會領域課程，《認識臺灣》教科書的階段性任務也已結束。

## 背景
1949年起，臺灣在國民黨政府的反共國策之下，國民義務教育中關於社會科的教材內容多以中國大陸主題為主，尤其是中國歷史和中國地理，極少以臺灣為主題介紹臺灣的歷史、地理。蔣經國解除戒嚴以及開放黨禁、報禁之後，臺灣主體意識的思想也因此興起。李登輝接任中華民國總統後繼續推動改革路線。1990年代，臺灣進行教育改革政策，教科書的改版也是教改的一環；國立編譯館編撰《認識臺灣》教科書，大幅提升國民中學教育中介紹臺灣史與臺灣地理的比重。

## 反應

### 獨派反應
1997年6月5日，建國黨批評，《認識臺灣》教科書中，社會篇最具正義性與符合課程原則，地理篇寫作品質中等，歷史篇「作者具有健康的歷史知識，卻無全盤托出歷史真相的膽識，學生將無法正確理解台灣歷史傳承的脈絡」；建國黨主張應重新撰寫《認識臺灣》歷史篇，以台灣主體之立場，從五萬年前長濱文化開始落筆，「將歷史真實一一公正呈現，使台灣新的一代有能力在心靈上做台灣的主人」。

### 統派反應
1997年7月4日，新黨立法委員李慶華國會辦公室在立法院主辦「『認識台灣』國中教科書總檢討記者會」，抨擊《認識臺灣》教科書「美化日本，為台獨鋪路，充滿意識形態跟政治」，認為紀念中國抗日戰爭60周年的方法不應該是用教科書來美化日本的統治。
1997年7月4至5日，世界新聞傳播學院教授王曉波在《自由時報》批評，擁護《認識臺灣》教科書的大阪國際大學教授高志敏在該報發表的文章對他扣帽子。
1997年7月7日，「全國各界反對違憲竄改教科書聯盟」發表公開信，指責《認識臺灣》歷史篇及社會篇是親日媚日、分化族群、明顯台獨化、違憲；《認識臺灣》歷史篇的族群分類，是盲目附和台獨人士的政治化用語。
1997年7月12日，中國統一聯盟發表給中華民國教育部部長吳京的公開信，呼籲教育部重新修訂即將付印的《認識臺灣》歷史篇及社會篇。
1997年8月，國立政治大學歷史學系教授蔣永敬批評，《認識臺灣》社會篇及歷史篇的編寫顯然是為李登輝修憲的配套作業，讀完以後給人的印象是「教我們的下一代脫離中國人的意識，也不要中華民國，要『營造新台灣』、塑造『台灣人』，充滿媚日、仇華、排華意識」，舉例如下：
1. 宣稱三百多年來的台灣統治者都是「外來政權」。
2. 誇耀日本殖民統治的成就，暗示日本統治台灣期間漢人與日本人在台灣有同等的地位。
3. 期許學生「必須能戰而不畏戰，且不求戰」，有鼓吹「對中抗戰」的意味。[7]

1997年8月，國立政治大學公共行政學系教授吳瓊恩諷刺，「認識台灣教科書大辯論」正方代表的思維方式都是就表象侈言邏輯，尚未培養當代物理學「非線性的思維方式」（Non-linear thinking），既無中國文化的底子，又無美國文化或日本文化的精神，口說漢語、手寫漢字，只見中國文化之短而未見中國文化之長，或批中國文化之短而棄中國文化之長；他們只能算是「異化的中國人」或「中華民族的異類」，已喪失根本文化精神，又無能開創新的文化精神，終究成為浮游無根的政治浪人，治國的後果堪慮。
2001年7月，尹章義批評，僅就「台灣人的日本觀」這個議題而言，李登輝一向把他的治國困境歸因於中國傳統文化與中國國民黨的舊包袱並把成就歸因於1945年以前的日本教育，所以他於1994年聚集一批「殖民地肯定論」學者杜正勝（主持人）、黃秀政、吳文星、張勝彥（歷史篇）、林富士、彭明輝（社會篇）等人編寫《認識台灣》教科書，《認識台灣》教科書內容多違背史實、又充滿媚日意識、又過分渲染日本治台五十年少有的正面事蹟。
國立台灣大學政治系榮譽教授許介鱗認為，於日本在台灣的殖民統治，《認識台灣》給了正面多於負面的評價，也導致日本修改教科書、欲將教科書中日本侵略中國等亞洲國家以及慰安婦等歷史事實抹殺的風潮。